# Il tenente dei carabinieri
Il tenente dei carabinieri è un film del 1986 diretto da Maurizio Ponzi.
La pellicola ha per protagonista Enrico Montesano assieme, tra gli altri, a Nino Manfredi, Marisa Laurito e Massimo Boldi. Montesano e Boldi avevano già vestito assieme la divisa dell'Arma nel film I due carabinieri del 1984.

## Trama
Roma. Duilio Cordelli è un abile tenente dei Carabinieri, seppur bonariamente redarguito dal suo superiore, il colonnello Vinci, per i suoi modi sì efficaci ma decisamente poco consoni alle regole. Una notte, a un banale rabbocco di benzina, viene scioccamente truffato di una banconota falsa da una giovane ragazza; l'indomani, scoperte altre cartamonete fasulle in giro per la città, punto nell'orgoglio Cordelli inizia un'indagine personale che lo porta da una sua vecchia conoscenza, Lorenzini, grande falsario ma, a suo dire, da tempo fuori dal giro.
Frattanto il lavoro richiede di mettere da parte questa piccola investigazione, poiché subentra quella ben più importante relativa alla Urban Security, svaligiata di una refurtiva miliardaria. Convinto dell'esistenza di un basista interno, il tenente concentra i sospetti su tale Cavicchioli, poiché questi ha nell'immediato fatto perdere le sue tracce. Intanto l'altra inchiesta sul giro di banconote false arriva a una tragica svolta, quando Lorenzini viene misteriosamente ucciso. Sentendosi in qualche modo responsabile, Cordelli si rituffa a capofitto in questa indagine, complice anche il ritrovamento della ragazza che l'aveva truffato: questa fa il nome di un suo parente, il quale per timore di finire immischiato in un caso di omicidio, rivela agli inquirenti essere solo un tipografo in società con Lorenzini, dovendo consegnare una grossa partita di soldi falsi a un compratore straniero.

Massimo Boldi e Montesano in uno scatto di scena

Una volta recuperata la merce fasulla, il tenente vorrebbe proseguire le indagini sulla morte di Lorenzini, ma Vinci lo obbliga a focalizzarsi sul caso Urban Security, mediaticamente ben più importante. Una prima traccia arriva da Milano, dove il pasticcione vice brigadiere Nautico Lodifé ha scovato Cavicchioli in una clinica privata: ma recatisi sul posto, Cordelli e Lodifé capiscono che l'uomo è estraneo alla rapina, in quanto allontanatosi da Roma solo per vanità, dovendo sottoporsi a un intervento di chirurgia estetica.
Tornato a Roma senza nulla di nuovo, il tenente scopre dai colleghi che si stanno occupando del caso Lorenzini, che altre banconote false sono state a sorpresa spacciate da una misteriosa donna, che Cordelli presto ricollega all'amante di uno dei sospetti basisti del colpo alla Urban Security: i due casi sono quindi collegati, avendo Lorenzini prima stampato i soldi falsi, poi organizzato la rapina e infine dato ai complici le banconote fasulle tenendosi per sé l'intero bottino, e venendo per questo ucciso una volta venuto alla luce l'inganno.
Il tenente ferma e interroga il basista, che confessa dichiarandosi però estraneo all'omicidio, rivelando inoltre l'esistenza di altri complici. Per rintracciarli, su suggerimento di Vinci, Cordelli si spaccia per un boss della malavita interessato all'acquisto di soldi falsi, riuscendo ad arrestare a Milano, ancora con l'aiuto di Lodifé, due fratelli che però hanno entrambi un alibi per il giorno dell'omicidio di Lorenzini; l'assassino è l'ultimo complice rimasto, Vasaturo, un pericoloso mafioso, il quale dopo la rapina ha riparato all'estero.
Neanche un gesto intimidatorio ordito da Vasaturo, un attentato dinamitardo da cui il carabiniere e la moglie scampano all'ultimo, ferma Cordelli il quale s'imbarca per l'Inghilterra insieme a Vinci. Rintracciato il criminale a Londra, il tenente si scontra però con la burocrazia inglese: qui i due, grazie all'aiuto di Scotland Yard, fermano Vasaturo all'aeroporto prima che questi fugga nuovamente, stavolta verso lidi dove non vige l'estradizione; tuttavia il criminale fornisce alla polizia locale delle diverse generalità (grazie a un passaporto falsificato, ironia della sorte, proprio da Lorenzini), che per la legge lo rendono un uomo libero. All'apparenza con le mani legate, Cordelli e Vinci decidono come extrema ratio di agire fuori dalle regole e, una volta fuori dal controllo dei colleghi inglesi, trascinano con la forza Vasaturo sul loro aereo in partenza per l'Italia, dove possono finalmente trarlo in arresto e chiudere l'indagine.

## Riconoscimenti
- 1986 – Nastro d'argento
  - Candidatura per la migliore attrice protagonista a Marisa Laurito
- 1986 – Ciak d'oro
  - Candidatura per il migliore attore non protagonista a Nino Manfredi